# Kelsey Mitchell (Radsportlerin)
Kelsey Mitchell (* 26. November 1993 in Brandon, Manitoba) ist eine kanadische Bahnradsportlerin, die auf die Kurzzeitdisziplinen spezialisiert ist. Am 5. September 2019 stellte sie mit 10,154 Sekunden einen neuen Weltrekord über 200 Meter auf. 2021 wurde sie Olympiasiegerin im Sprint.

## Sportliche Laufbahn
Kelsey Mitchell war in mehreren Sportarten aktiv, am liebsten spielte sie Fußball. Erst 2017, im Alter von 23 Jahren, fuhr sie erstmals auf einer Radrennbahn, nachdem sie beim RBC Training Ground getestet worden war, einem kanadischen Programm, bei dem junge Athletinnen und Athleten auf ihre Fähigkeiten geprüft werden. Im Februar des folgenden Jahres bestritt sie ihr erstes Bahnrennen. Im September 2018 startete sie bei den kanadischen Bahnmeisterschaften und errang auf Anhieb drei Medaillen: Im Sprint holte sie den nationalen Titel, im Keirin und im 500-Meter-Zeitfahren belegte sie jeweils Platz drei.
Im Januar 2019 hatte Mitchell ihren ersten internationalen Start und belegte beim Lauf des Bahn-Weltcups in Hongkong im Sprint Rang sechs. Im August des Jahres startete sie bei den Panamerikaspielen in Lima, gewann im Sprint und wurde gemeinsam mit Amelia Walsh Zweite im Teamsprint. Wenige Wochen später errang sie bei den panamerikanischen Bahnmeisterschaften jeweils Gold im Sprint und im Teamsprint (mit Lauriane Genest); im Keirin gewann sie Bronze. In der Qualifikation zum Sprint-Wettbewerb stellte sie mit 10,154 Sekunden einen neuen Weltrekord über 200 Meter auf, den seit 2013 die Deutsche Kristina Vogel innegehabt hatte. Beim Lauf des Bahnrad-Weltcups 2019/20 im Januar im kanadischen Milton gewann sie gemeinsam mit Genest den Teamsprint.
Bei den Olympischen Spielen in Tokio wurde Kelsey Mitchell 2021 Olympiasiegerin im Sprint. 2022 gewann sie zwei Mal Gold beim Nations’ Cup sowie drei Mal Silber und ein Mal Bronze bei den Commonwealth Games. In der Gesamtwertung der Kurzzeitdisziplinen der UCI Track Champions League 2022 belegte sie Rang zwei.
Bei ihren zweiten Olympischen Spielen 2024 in Paris trat Mitchell im Sprint und Teamsprint an, wo sie jeweils Achte wurde, sowie im Keirin, wo sie im Viertelfinale ausschied.

## Ehrungen
Nach ihrem Olympiasieg wurde Kelsey Mitchell zur kanadischen Radsportlerin des Jahres von Kanada 2021 gewählt. Sie ist liiert mit dem ehemaligen kanadischen Radsportler Hugo Barrette (Stand 2021).

## Erfolge
2018
- Kanadische Meisterin – Sprint

2019
- Panamerikaspielesiegerin – Sprint
- Panamerikaspiele – Teamsprint (mit Amelia Walsh)
- Panamerikameisterin – Sprint, Teamsprint (mit Lauriane Genest)
- Panamerikameisterschaft – Keirin
- Kanadische Meisterin – Sprint, 500-Meter-Zeitfahren, Teamsprint (mit Sarah Orban)

2020
- Weltcup in Milton – Teamsprint (mit Lauriane Genest)
- Kanadische Meisterin – 500-Meter-Zeitfahren, Sprint, Teamsprint (mit Sarah Orban)

2021
- Olympiasiegerin – Sprint
- Weltmeisterschaft – Sprint
- Champions League in Palma – Keirin

2022
- Nations’ Cup in Glasgow – Sprint
- Nations’ Cup in Milton – Keirin
- Commonwealth Games – Sprint, 500-Meter-Zeitfahren, Teamsprint (mit Lauriane Genest und Sarah Orban)
- Commonwealth Games – Keirin
- Panamerikameisterin – Sprint, Keirin, Teamsprint (mit Sarah Orban und Lauriane Genest)
- Panamerikameisterschaft – Zeitfahren
- Kanadische Meisterin – Sprint, Keirin, 500-Meter-Zeitfahren, Teamsprint (mit Erica Rieder und Sarah Orban)
- Champions League in Berlin – Keirin

2023
- Kanadische Meisterin – 500-Meter-Zeitfahren
- Nations Cup in Milton – Sprint

2024
- Panamerikameisterschaft – Sprint, Teamsprint (mit Sarah Orban und Lauriane Genest)
- Panamerikameisterschaft – Keirin